# Łukasz Turzyniecki
Łukasz Turzyniecki (Krasnystaw, Polonia, 25 de marzo de 1994) es un futbolista polaco que juega de defensa en el Widzew Łódź de la II Liga de Polonia.

## Carrera
Łukasz Turzyniecki comenzó en la cantera del Jedynka Krasnystaw de su ciudad natal, en el voivodato de Lublin. En 2011 ficha por las categorías inferiores del Legia de Varsovia, ascendiendo hasta llegar al equipo de reserva. En 2015 se marcha cedido por dos años al Wisła Puławy, regresando en 2017 para unirse al primer equipo del Legia dirigido por el croata Romeo Jozak, realizando la pretemporada en Benidorm. Actualmente juega para el Widzew Łódź.